# Stockholm '67
Stockholm '67 è un album live degli The Electric Prunes, pubblicato dalla Heartbeat Productions Records nel 1997. Il disco fu registrato dal vivo il 14 dicembre 1967 al Concert Hall di Stoccolma (Svezia).

## Tracce
1. You Never Had It Better – 3:49 (R. Schwartz, P. Snagster, S. Poncher)
2. I Had Too Much to Dream (Last Night) – 3:19 (Annette Tucker, Nancy Mantz)
3. Try Me on for Size – 9:33 (Annette Tucker, Jill Jones)
4. I Happen to Love You – 4:05 (Gerry Goffin, Carole King)
5. I Got My Mojo Workin' – 6:42 (Preston Foster, Muddy Waters)
6. Long Day's Flight (Til' Tomorrow) – 3:35 (Don Yorty, Michael Quint Weakley)
7. Smokestack Lightning – 5:31 (Chester Burnett)
8. Get Me to the World on Time – 7:17 (Annette Tucker, Jill Jones)

## Musicisti
- James Lowe - voce solista
- Ken Williams - chitarra solista
- Mike Gannon - chitarra ritmica, voce
- Mark Tulin - basso, organo, voce
- Quint Weakley - batteria[2]